# Saldo migratorio

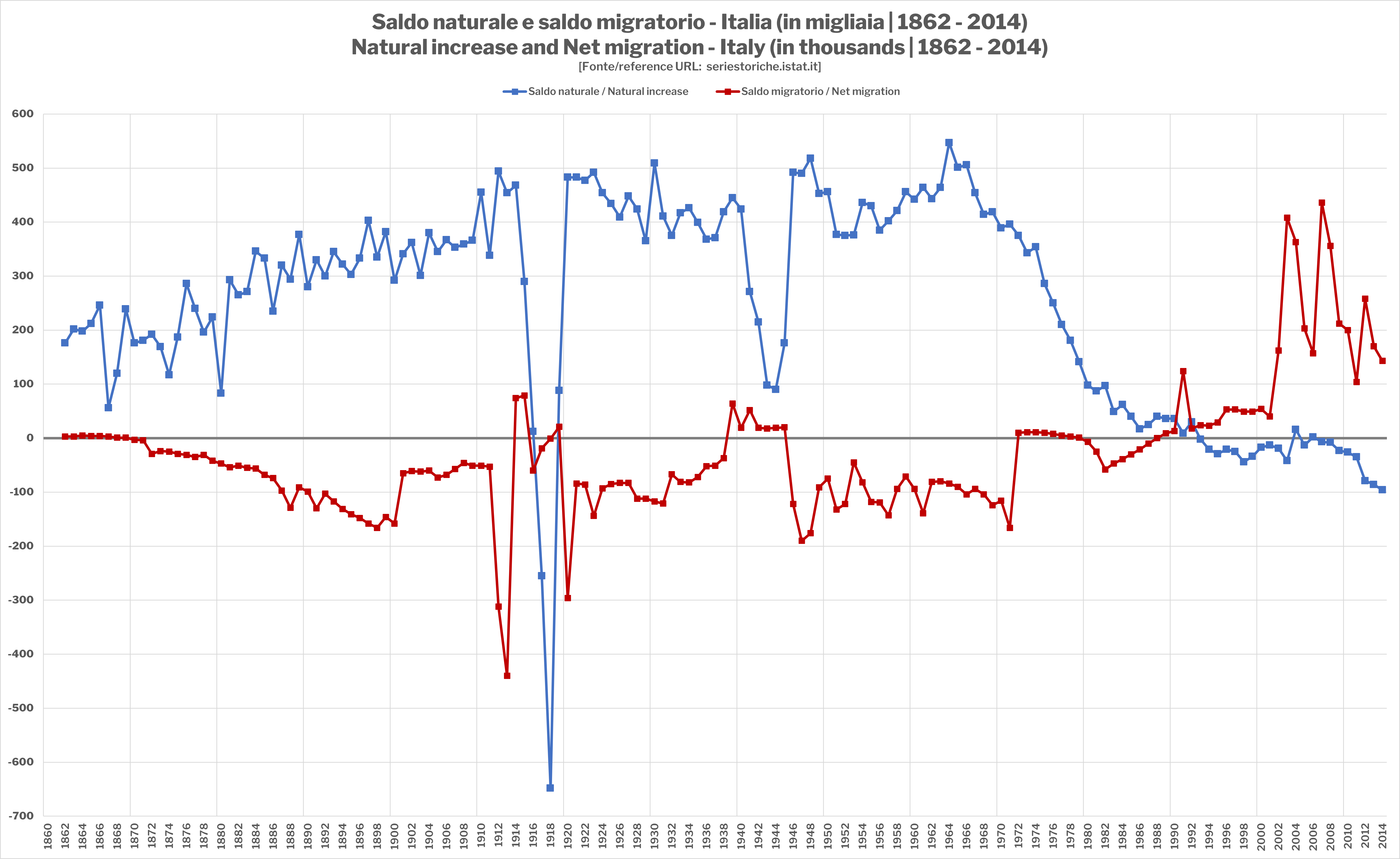
Saldo migratorio (in rosso) annuale dell'Italia (dal 1862, fonte ISTAT).

Il saldo migratorio è la differenza tra il numero di immigrati e quello di emigrati riferito ad una determinata città, zona o paese in un anno/mese/settimana o per un certo periodo di tempo.